# 19 f.Kr.
| 19 f.Kr.           |
| ------------------ |
| Dødsfald - Fødsler |
|                    |

## Dødsfald
- 18. september – Publius Vergilius Maro, Romersk forfatter.